# Vulkanhaus Strohn
Das Vulkanhaus in Strohn in der Vulkaneifel ist ein im Jahr 2002 eröffnetes interaktives Museum, um vulkanische Phänomene anschaulich darzustellen. 

## Allgemeines
Im Museum befinden sich begehbare Erlebnisräume, Informationstafeln und erklärende Graphiken und Großfotos aktiver Vulkane. Ein Highlight des Museums und ein erdgeschichtliches Denkmal von europaweiter Bedeutung ist die ca. 12.000 Jahre alte, sechs Meter lange und vier Meter hohe Lavaspaltenwand.

## Themen
- Die Erde im Wandel
- Magma und Co.
- Lavaströme
- Lavaspalte in Aktion
- Die Lavaspaltenwand
- Heißer Atem
- Magmakammer
- Wenn Feuer auf Wasser trifft
- Lavabomben
- Schlackenkegel
- Verkochte Steine